# 庫特·湯瑪斯 (作曲家)
庫特·喬治·雨果·湯瑪斯（德語：Kurt Georg Hugo Thomas，1904年5月25日—1973年3月31日）是德國作曲家、指揮家和音樂教育家。湯瑪斯1904年出生於滕宁。1922年在萊比錫大學攻讀音樂及法律。1925年完成學業後，他在州立萊比錫音樂學院擔任音樂理論講師。他活躍於教堂合唱團領域，包括萊比錫聖托馬斯教堂的合唱團。尤其是當談到巴赫的合唱作品時，他被認為是世界上最重要的權威之一。

## 外部連結
- 官方网站
- 庫特·湯瑪斯 (作曲家)（德国国家图书馆目录相关文献）
- 庫特·湯瑪斯的Discogs页面 （英文）
- Musensöhne （页面存档备份，存于） documentary about Kurt Thomas and the Musisches Gymnasium Frankfurt am Main (1939–45)] (90 minutes), WDR 2012
- Freuen sollen sich die Himmel (Strohbach, Siegfried), dedicated to Thomas：国际乐谱典藏计划上的乐谱